# Никольниковский сельсовет
Нико́льниковский сельсовет — муниципальное образование со статусом сельского поселения в Рыльском районе Курской области.
Административный центр — село Макеево.

## История
Статус и границы сельсовета установлены Законом Курской области от 21 октября 2004 года № 48-ЗКО «О муниципальных образованиях Курской области».
Законом Курской области от 26 апреля 2010 года № 26-ЗКО в состав сельсовета включены населённые пункты упразднённых Поповкинского, Большегнеушевского и Горелуховского сельсоветов.

## Население
| 2002  | 2010  | 2012  | 2013  | 2014  | 2015  | 2016  |
| ----- | ----- | ----- | ----- | ----- | ----- | ----- |
| 485   | ↗1216 | ↘1182 | ↘1150 | ↘1125 | ↘1076 | ↘1030 |
| 2017  | 2018  | 2019  | 2020  | 2021  |       |       |
| ↘1015 | ↘1000 | ↘983  | ↘967  | ↗1009 |       |       |

## Состав сельского поселения
| №  | Населённый пункт  | Тип населённого пункта       | Население |
| -- | ----------------- | ---------------------------- | --------- |
| 1  | 1-е Яньково       | деревня                      | ↘196      |
| 2  | 2-е Яньково       | деревня                      | ↘20       |
| 3  | Большегнеушево    | село                         | ↘301      |
| 4  | Бырдин            | хутор                        | ↘6        |
| 5  | Верхняя Воегоща   | деревня                      | ↘24       |
| 6  | Верхняя Матвеевка | деревня                      | ↘3        |
| 7  | Горелухово        | деревня                      | ↘4        |
| 8  | Городище          | хутор                        | ↘2        |
| 9  | Жговеть           | деревня                      | ↘8        |
| 10 | Заря              | посёлок                      | ↘0        |
| 11 | Киреево           | деревня                      | ↘35       |
| 12 | Макеево           | село, административный центр | ↘248      |
| 13 | Малаховка         | деревня                      | ↘6        |
| 14 | Нижняя Воегоща    | деревня                      | ↘7        |
| 15 | Нижняя Матвеевка  | деревня                      | ↘3        |
| 16 | Никольниково      | село                         | ↘37       |
| 17 | Плесы             | посёлок                      | ↘8        |
| 18 | Покровское        | деревня                      | ↘1        |
| 19 | Поповка           | село                         | ↘275      |
| 20 | Садовый           | посёлок                      | ↘2        |
| 21 | Сонино            | деревня                      | ↘30       |